# Esplugues de Llobregat (Gerichtsbezirk)
Der Gerichtsbezirk Esplugues de Llobregat ist einer der 25 Gerichtsbezirke in der Provinz Barcelona.
Der Bezirk umfasst 2 Gemeinden auf einer Fläche von 12,33 km² mit dem Hauptquartier in Esplugues de Llobregat.

## Gemeinden
| Gemeinde                              | Einwohner (2024) | Fläche km² | Dichte Einw./km² | Cod INE | Postleitzahl |
| ------------------------------------- | ---------------- | ---------- | ---------------- | ------- | ------------ |
| Esplugues de Llobregat                | 47.613           | 4,55       | 10.464           | 08077   | 08950        |
| Sant Just Desvern                     | 20.881           | 7,78       | 2.684            | 08221   | 08960        |
| Gerichtsbezirk Esplugues de Llobregat | 68.494           | 12,33      | 5.555            | –       | –            |